# Ziektebestrijding
Ziektebestrijding is het tegengaan van (besmettelijke) ziekten. Omdat sommige ziekten zich heel makkelijk verspreiden, is een gecoördineerde aanpak noodzakelijk. In België is het FAVV belast met deze opdracht.

## Maatregelen
Om ziekten bij mensen en dieren in te dammen, beschikt men over volgende middelen:
- bij vatbare individuen:
  - (ring-)vaccinatie van
  - serumtherapie
- bij besmette individuen:
  - quarantaine
  - afslachten

Een andere aanpak is de bestrijding van de vectoren. Voorbeeld: de rattenvlo is een parasiet die met name bij de zwarte rat voorkomt en is de voornaamste vector voor de overdracht van builenpest, veroorzaakt door de pestbacterie pestbacterie. Door hygiënische maatregelen en bestrijding van de zwarte rat is de ziekte teruggedrongen.

## Overwegingen
Bij bepaalde ziekten weegt de kostprijs van het afmaken van besmette dieren niet op tegen de kost van het (blijvend) vaccineren van alle dieren. Dit is zo bij vogelpest.
Bij sommige ziekten bestaat het risico dat de ziekte zich ongemerkt verspreidt omdat gevaccineerde dieren toch nog een latente infectie kunnen doormaken. Bij gevaccineerde runderen kan dit optreden als ze na vaccinatie in contact komen met de veldstam van het virus.
Praktisch is het soms niet mogelijk om dieren in quarantaine te houden. Denk maar aan biggen die zo snel groeien, dat ze al snel niet meer in de hokken passen; normaal, zonder varkenspest, zouden ze naar een ander bedrijf gebracht worden om daar vetgemest te worden.